# Tibor Pál
Tibor Pál, född 15 september 1935 i Budapest, är en ungersk före detta fotbollsspelare.
Han blev olympisk bronsmedaljör i fotboll vid sommarspelen 1960 i Rom.